# Theotmar
Dietmar I, también conocido como Theotmar I, fue arzobispo de Salzburgo entre los años 874 a 907. Murió luchando contra los húngaros en la batalla de Presburgo (o de Bratislava) en Brezalauspurc el 4 de julio de 907.